# Hélène Mondoux
«  Mondoux » redirige ici. Ne pas confondre avec Mondou.
Hélène Mondoux est une actrice québécoise spécialisée dans le doublage. Elle est notamment la voix québécoise de Sandra Bullock, Angelina Jolie, Rene Russo, Jennifer Lopez, Rosario Dawson, Daryl Hannah, Carmen Ejogo, Bridget Moynahan, Mira Sorvino ainsi qu'une des voix de Kyra Sedgwick, Regina King, Mary-Louise Parker 
et Amanda Tapping.
Elle est diplômée du Conservatoire d'art dramatique de Montréal, promotion 1982.

## Filmographie

### Cinéma
- 1991 : Montréal vu par… : Carole

### Télévision
- 1987 : Les Voisins : une voisine
- 1983 : Entre chien et loup : Caroline Desjarlais

### Doublage

#### Téléfilms
- 2011 : Piège en haute-couture (Dead Lines) : Sophie Fyne (Jeri Ryan)